# Punkva Grotten
De Punkva Grotten zijn grotten in het noordelijk deel van de Moravische Karst in het nationale natuurreservaat Vývěry Punkvy ten oosten van de stad Blansko in Tsjechië.
De grotten vormen een hydrografisch onderwatersysteem van de rivier Punkva. Een deel is droog, vanaf 1909-1914 geleidelijk ontdekt, en een deel onder water met droge grotdelen, die tussen 1920 en 1933 zijn verkend. De totaal ontdekte lengte is 4 kilometer. 

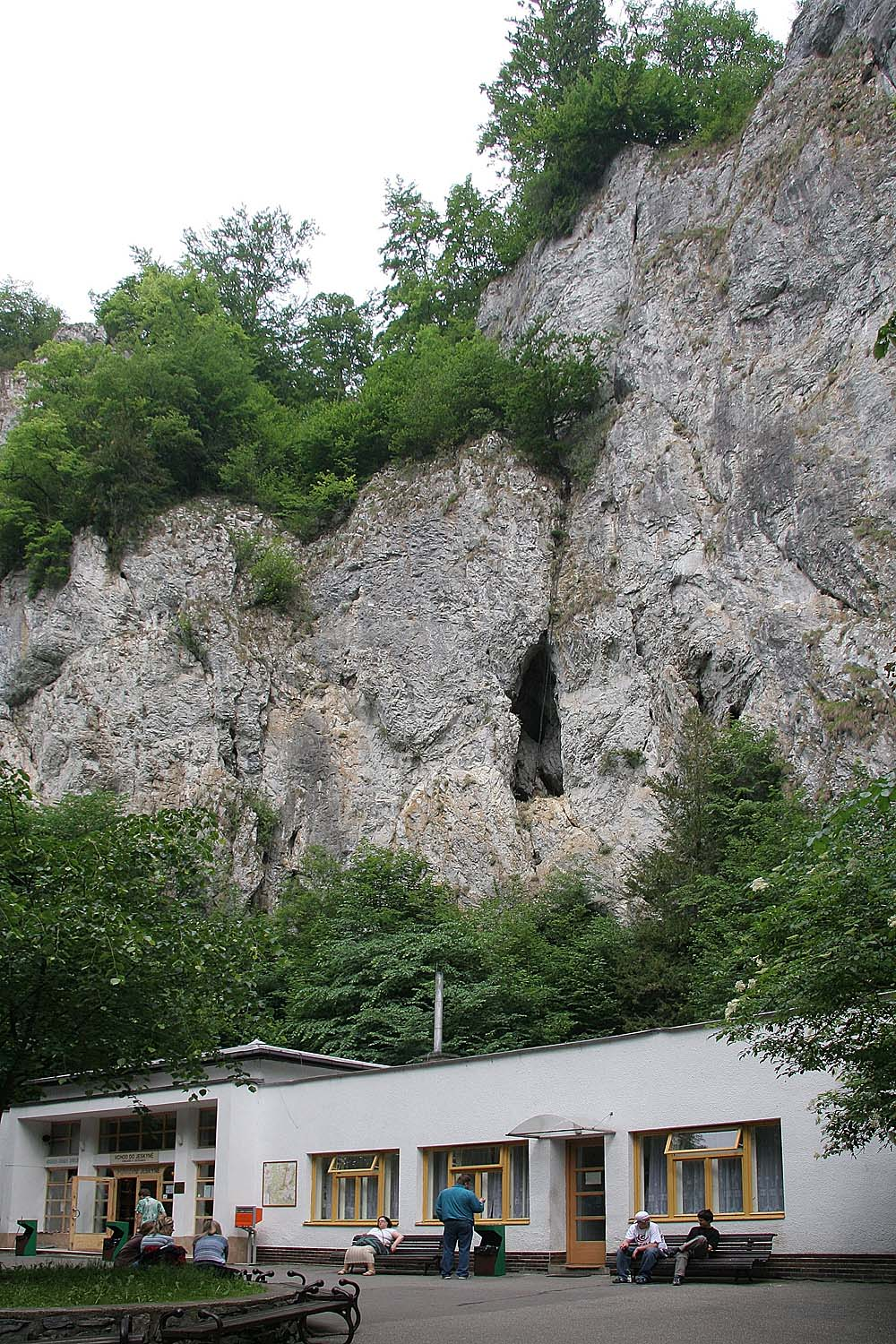
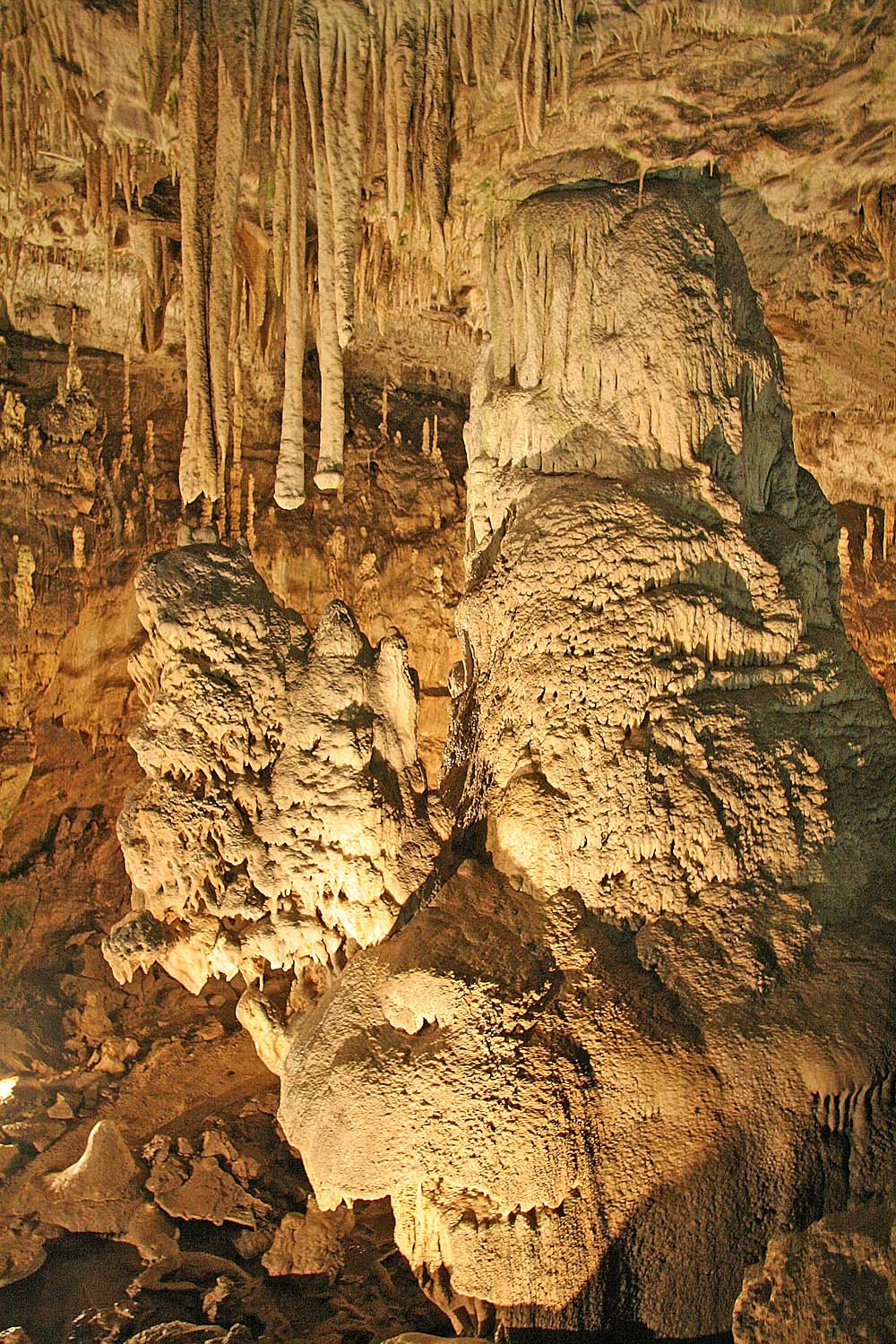
Přední dóm
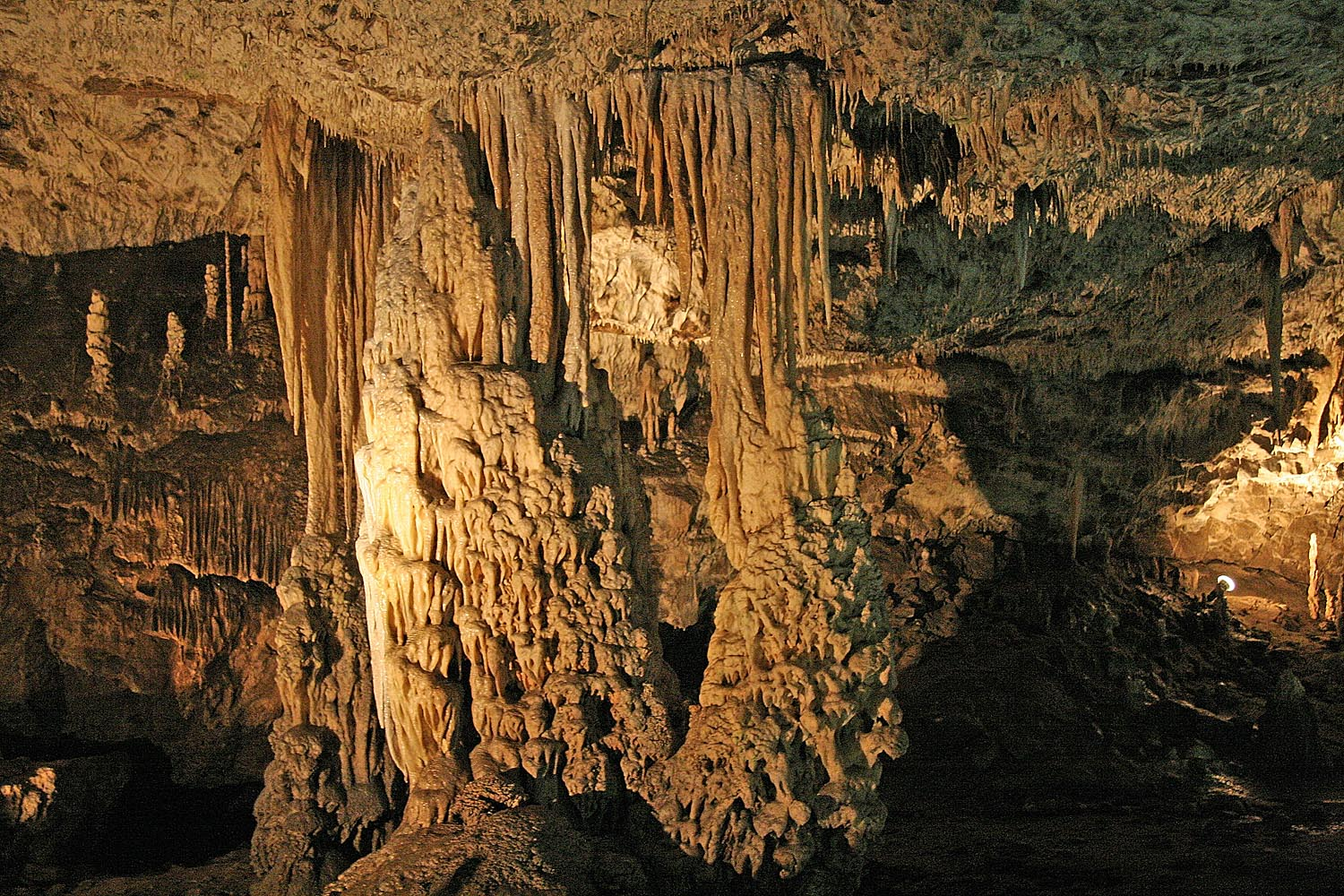
Přední dóm
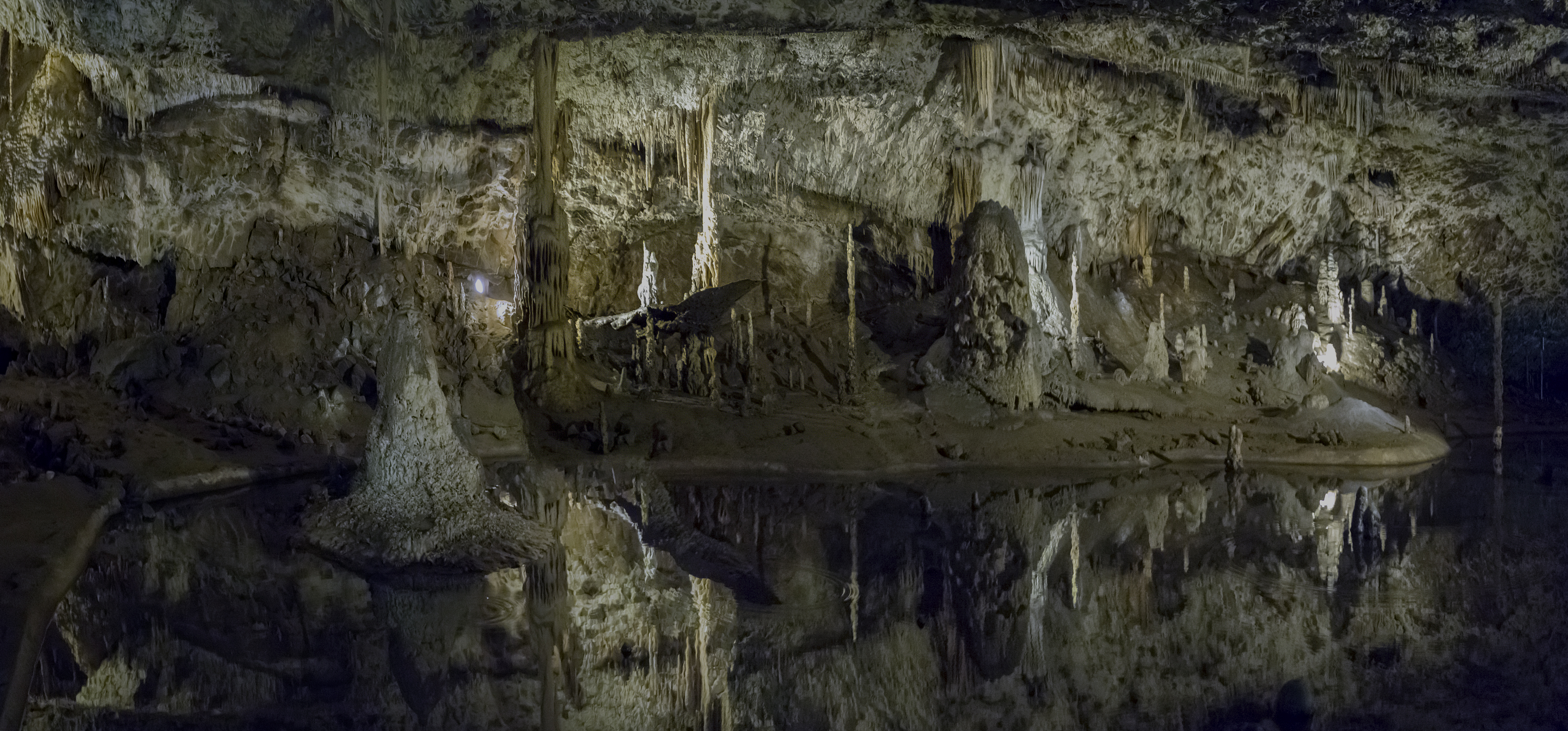
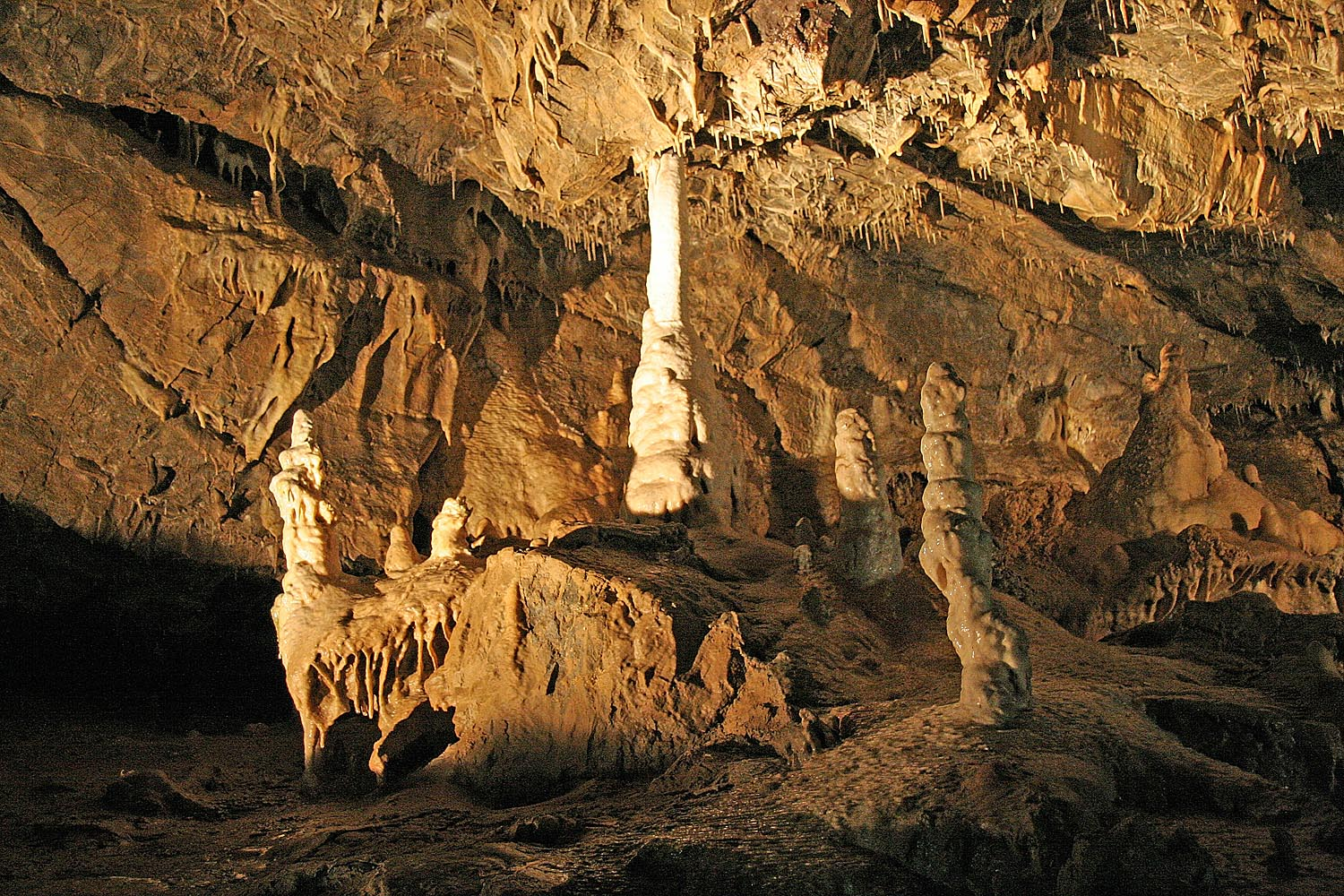
Stalagmieten
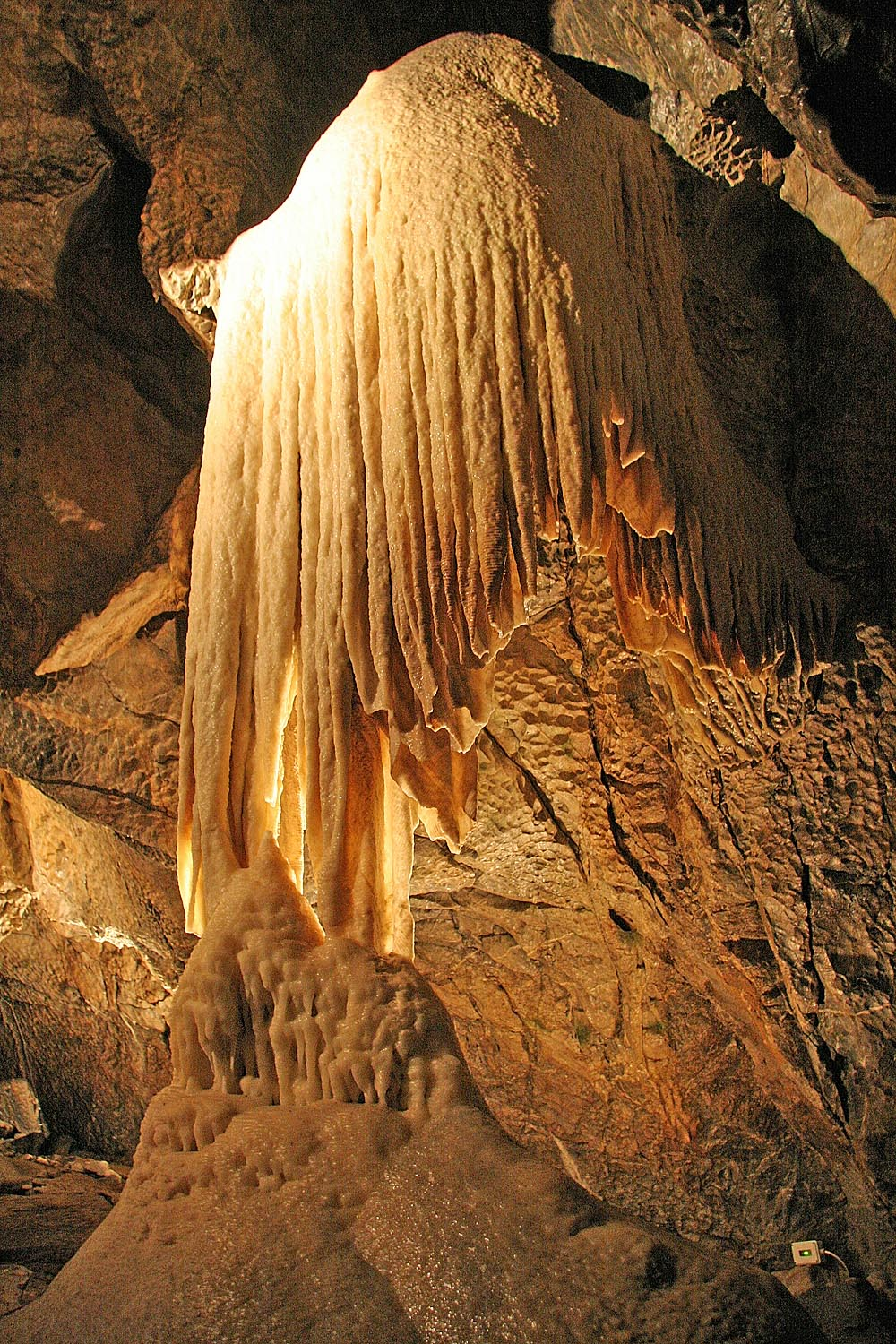
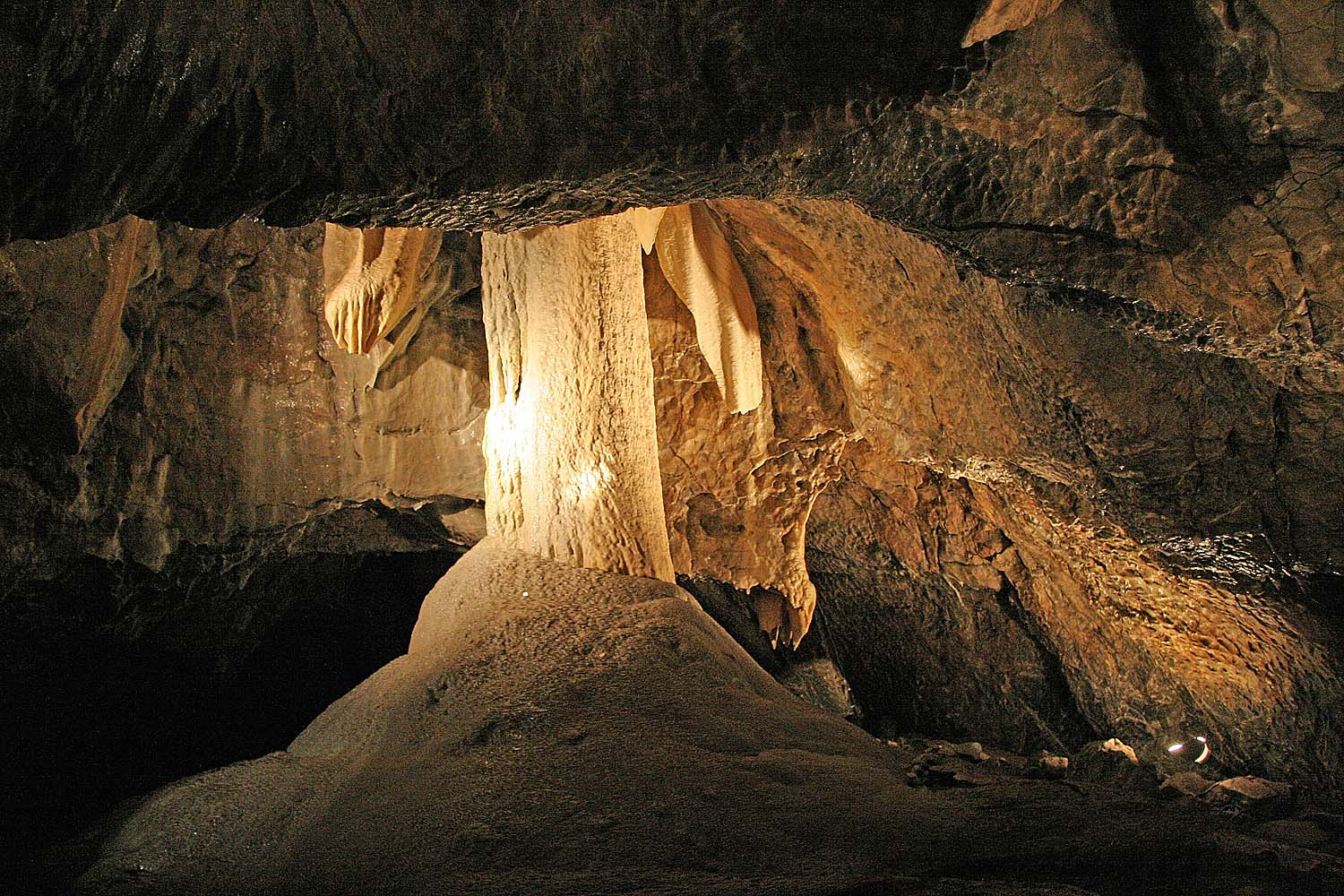
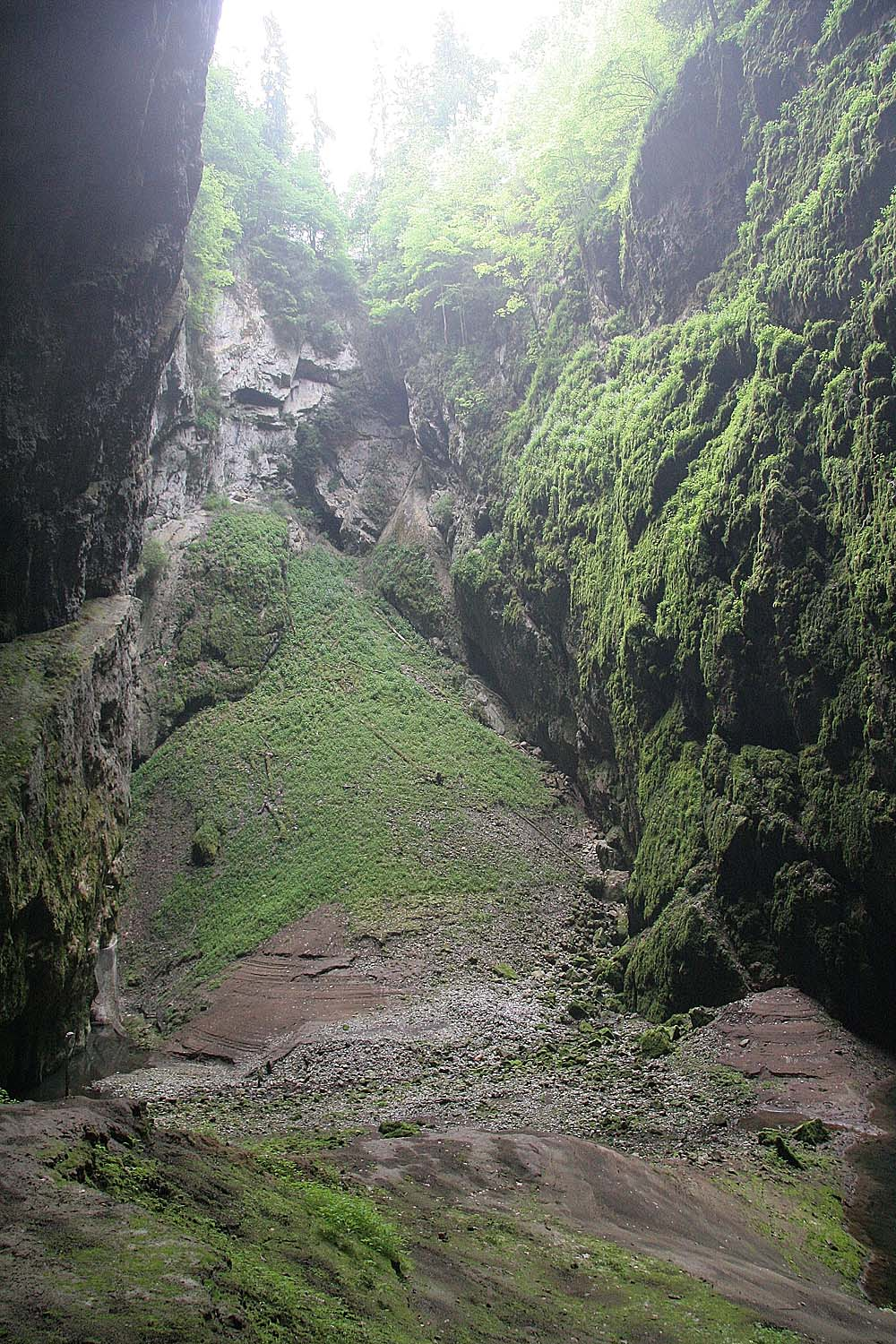
Macocha
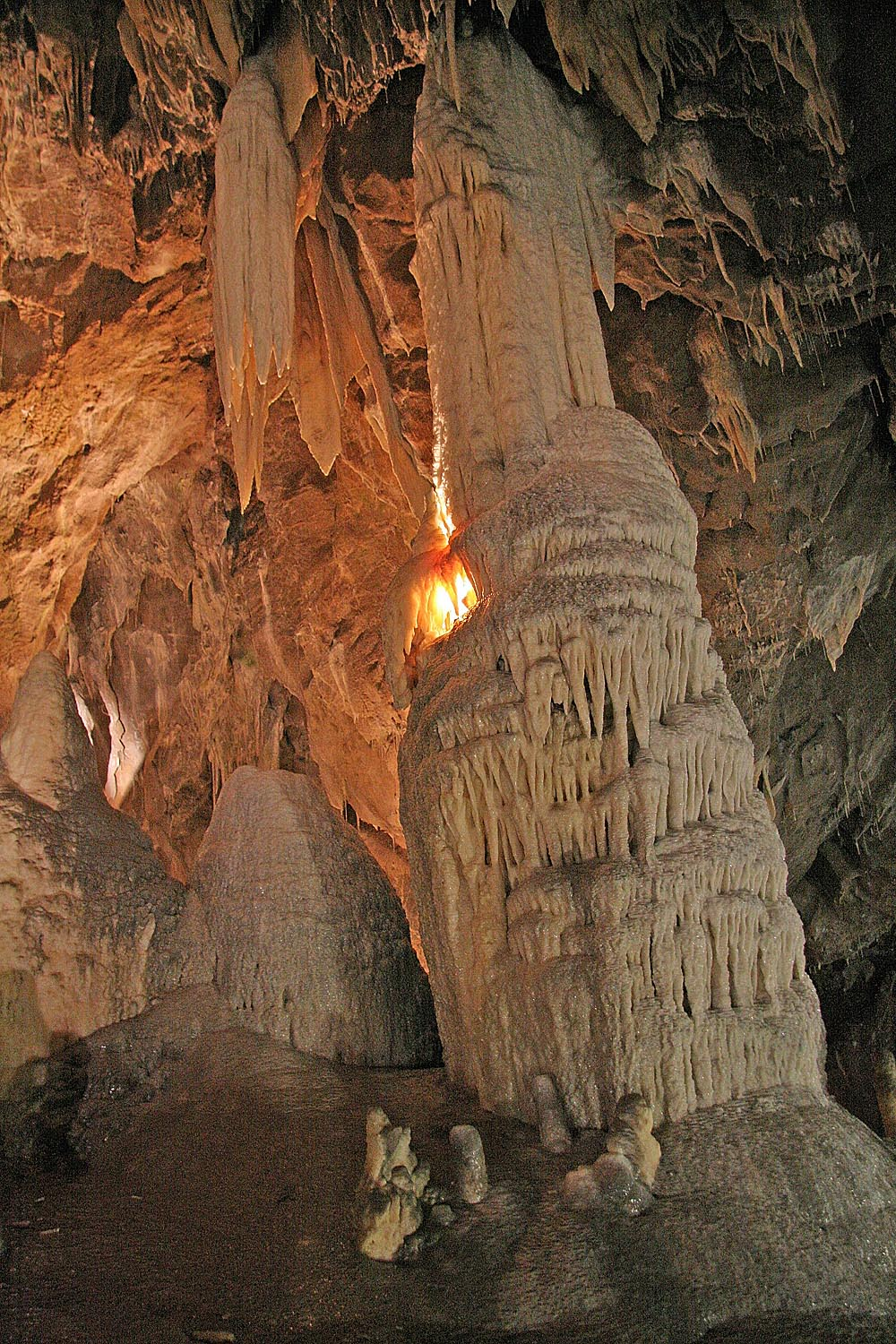
Masarykův dóm
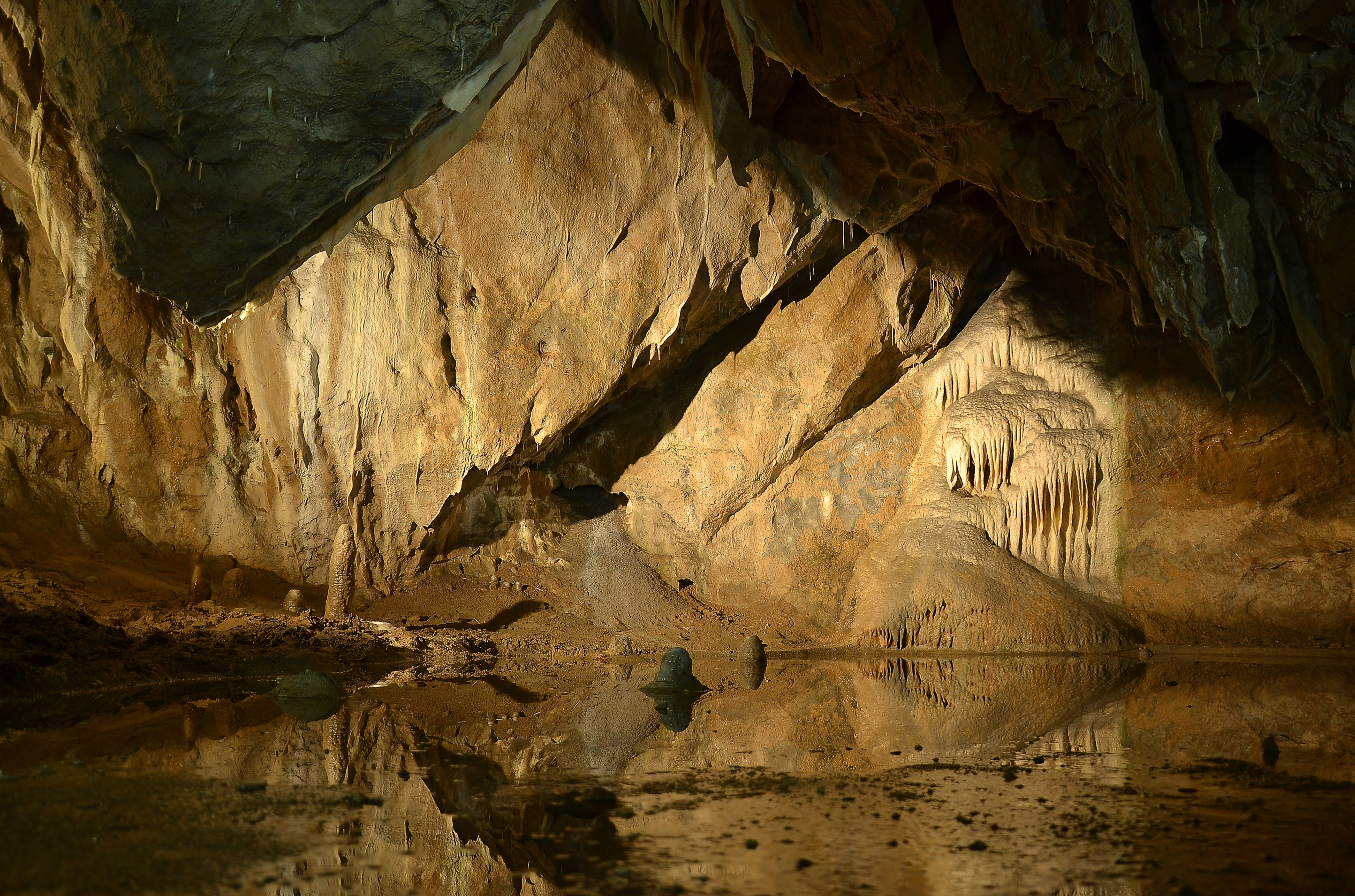
Masarykův dóm
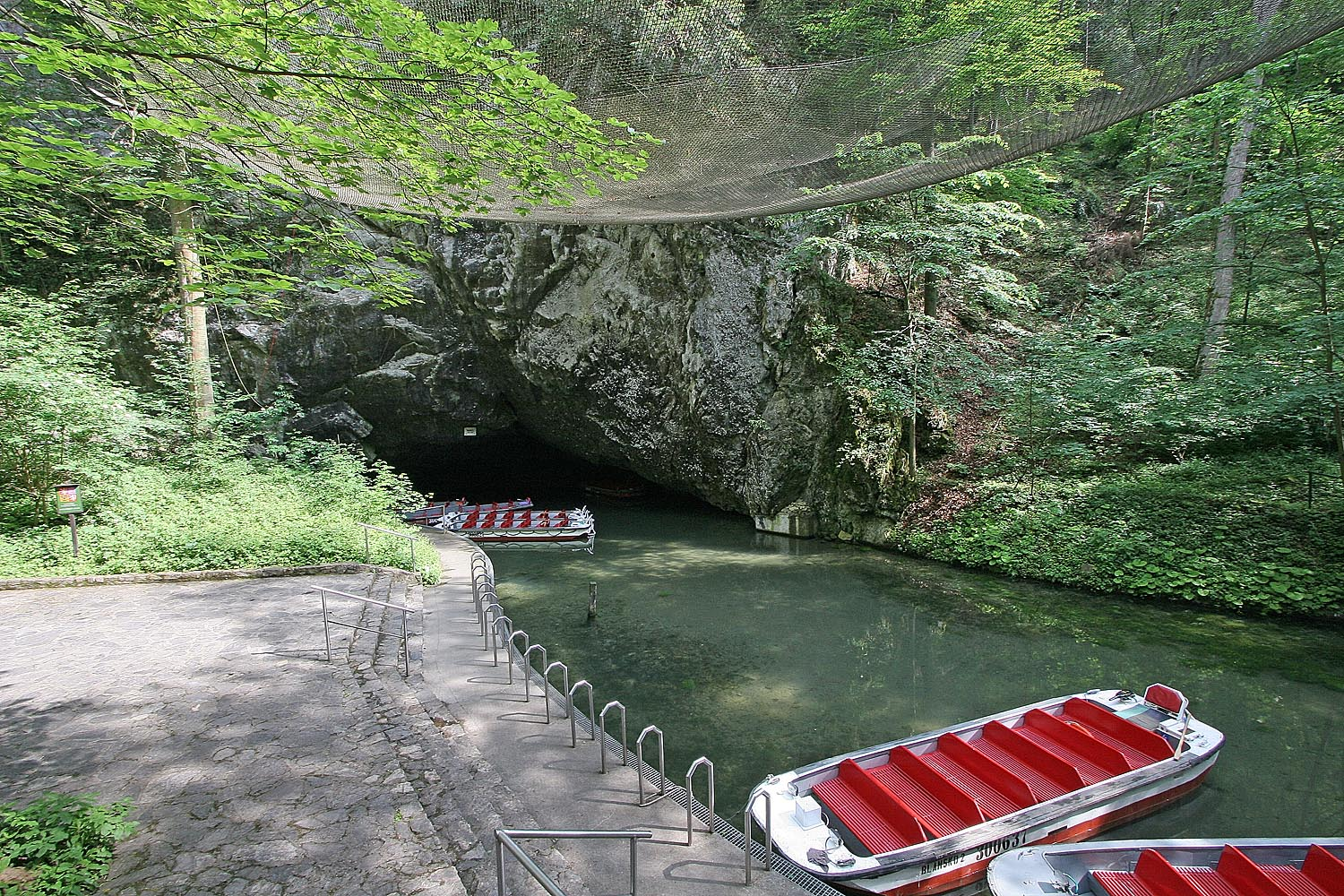
přístaviště